# Deutsche Floorball-Kleinfeldmeisterschaft 2023
Die Deutsche Floorball-Meisterschaft der Herren Kleinfeld 2023 fand am 2. und 3. Juli 2023 beim TV Dinklage in Dinklage in Niedersachsen statt. Nach 2019 war die Floorballabteilung des TV Dinklage 2023 somit das zweite Mal Ausrichter der Kleinfelfdmeisterschaft. Ausgetragen wurden die Spiele im TVD Sportpark. Meister wurde der TSV Tollwut Ebersgöns, der im Finale 10:4 gegen die Hannover Mustangs gewann. Ebersgöns wurde somit das erste Mal Deutscher Meister auf dem Kleinfeld.

## Teilnehmer
Folgende acht Mannschaften aus den vier Regionen qualifizierten sich durch die regionalen Ligen und Qualifikationsturnieren für die Deutsche Meisterschaft:
- Nord: Hannover Mustangs und TSV Bordesholm
- West: TSV Tollwut Ebersgöns und SG Hochdahl-Aachen
- Ost: SCS Berlin und Floorball Turtles Berlin
- Süd: FBC Heidelberg und TV Augsburg

## Modus
Zunächst spielen am Samstag die acht Mannschaften in zwei Vorrundengruppen. Am Sonntag spielen dann jeweils die Gruppenersten gegen die -zweiten im Halbfinale. Die Gewinner ermitteln darauf im Finale den deutschen Meister im Herren-Kleinfeld. Die Verlierer spielen um den dritten Platz. Zuzüglich spielen die Gruppendritten um den fünften und die Gruppenletzten um den siebten Platz.

## Gruppenphase

### Gruppe A
| Pl. | Verein                   | Sp. | S | U | N | SDS | SDN | Tore  | Diff. | Pkt. |
| --- | ------------------------ | --- | - | - | - | --- | --- | ----- | ----- | ---- |
| 1.  | TSV Tollwut Ebersgöns    | 3   | 3 | 0 | 0 | 0   | 0   | 37:20 | +17   | 9    |
| 2.  | Floorball Turtles Berlin | 3   | 2 | 0 | 1 | 0   | 0   | 36:32 | +4    | 6    |
| 3.  | TSV Bordesholm           | 3   | 1 | 0 | 2 | 0   | 0   | 29:32 | −3    | 3    |
| 4.  | FBC Heidelberg           | 3   | 0 | 0 | 3 | 0   | 0   | 19:37 | −18   | 0    |

Gruppe B
| Pl. | Verein             | Sp. | S | U | N | SDS | SDN | Tore  | Diff. | Pkt. |
| --- | ------------------ | --- | - | - | - | --- | --- | ----- | ----- | ---- |
| 1.  | Hannover Mustangs  | 3   | 3 | 0 | 0 | 0   | 0   | 53:18 | +35   | 9    |
| 2.  | SG Hochdahl-Aachen | 3   | 2 | 0 | 1 | 0   | 0   | 24:24 | ±0    | 6    |
| 3.  | SCS Berlin         | 3   | 1 | 0 | 2 | 0   | 0   | 23:29 | −6    | 3    |
| 4.  | TV Augsburg        | 3   | 0 | 0 | 3 | 0   | 0   | 08:37 | −29   | 0    |

## Abschlussplatzierungen

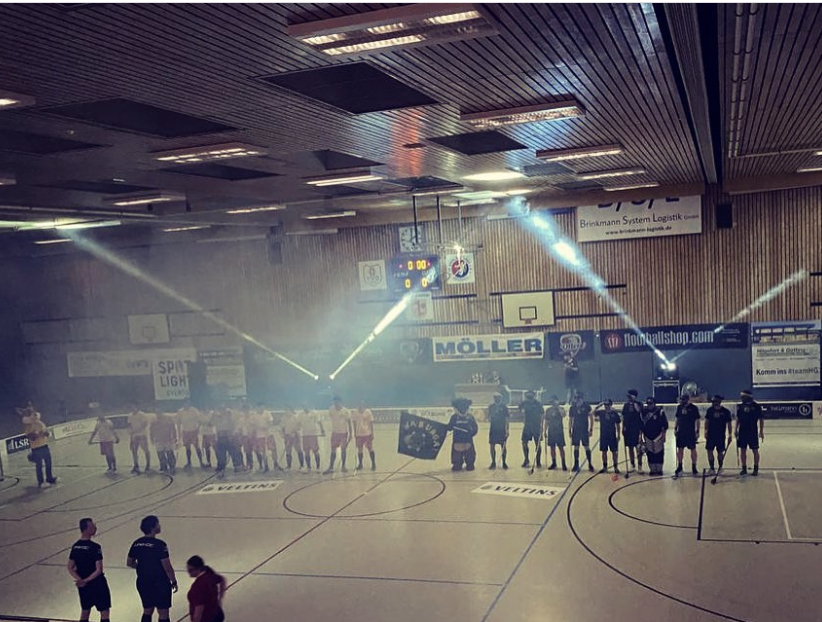
Spiel um Platz 3 bei der Kleinfeld DM 2023.

| RF | Team                     |
| -- | ------------------------ |
| 1  | TSV Tollwut Ebersgöns    |
| 2  | Hannover Mustangs        |
| 3  | Floorball Turtles Berlin |
| 4  | SG Hochdahl-Aachen       |
| 5  | SCS Berlin               |
| 6  | TSV Bordesholm           |
| 7  | FBC Heidelberg           |
| 8  | TV Augsburg              |